# シャルル・ヌゾクビア
シャルル・ヌゾグビア（Charles N'Zogbia, 1986年5月28日 - ）は、フランス・セーヌ＝マリティーム県アルフルール出身のサッカー選手。ポジションはMF。姓はエンゾグビアとも表記される。
テニス選手のジョー＝ウィルフリード・ツォンガははとこ。

## 経歴

### クラブ
コンゴ民主共和国にルーツを持つアフリカ移民の家系。
出身地はセーヌ＝マリティーム県のアルフルール。その後、パリ（スタッド・ド・フランスの近く）で育つ。若手育成において高い実績を誇るル・アーヴルACのユースに入り、2004年にはプレミアリーグのニューカッスル・ユナイテッドFCにスカウトされた。
2007年10月、ニューカッスルとの契約を2012年まで延長。2007-08シーズンからは左SBにコンバートされ、スタメンに定着。
しかし2009年2月2日に、ライアン・テイラーとのトレードで突如ウィガン・アスレティックFCに移籍。契約期間は3年半。ジョー・キニアー監督がTVでヌゾグビアの名前を「Insomnia（不眠症）」と誤って発音したことに腹を立てたのが背景にあると報道された。
2010-2011シーズン終了後にアストン・ヴィラFCへ移籍した。2015-2016シーズン限りで契約満了に伴いヴィラを退団し、サンダーランドAFCのトレーニングに参加したが入団には至らなかった。

### 代表
U-21フランス代表としても11試合に出場している。
2010年8月11日ローラン・ブラン監督の初戦ノルウェー代表との親善試合で初出場した。

## 私生活
2010年4月、運転免許の筆記試験において替え玉受験を行った容疑で逮捕された。

## 個人成績
| クラブ           | シーズン | リーグ | リーグ | 国内カップ | 国内カップ | リーグカップ | リーグカップ | その他 | その他 | 通算 | 通算 |
| クラブ           | シーズン | 出場   | 得点   | 出場       | 得点       | 出場         | 得点         | 出場   | 得点   | 出場 | 得点 |
| ---------------- | -------- | ------ | ------ | ---------- | ---------- | ------------ | ------------ | ------ | ------ | ---- | ---- |
| ニューカッスル   | 2004–05  | 14     | 0      | 2          | 0          | 0            | 0            | 6      | 0      | 22   | 0    |
| ニューカッスル   | 2005–06  | 32     | 5      | 3          | 0          | 2            | 0            | 4      | 0      | 41   | 5    |
| ニューカッスル   | 2006–07  | 22     | 0      | 0          | 0          | 2            | 0            | 11     | 0      | 35   | 0    |
| ニューカッスル   | 2007–08  | 32     | 3      | 3          | 0          | 0            | 0            | 0      | 0      | 35   | 3    |
| ニューカッスル   | 2008–09  | 18     | 1      | 2          | 0          | 2            | 0            | 0      | 0      | 22   | 1    |
| ニューカッスル   | 通算     | 118    | 9      | 10         | 0          | 6            | 0            | 21     | 0      | 155  | 9    |
| ウィガン         | 2008–09  | 13     | 1      | 0          | 0          | 0            | 0            | 0      | 0      | 13   | 1    |
| ウィガン         | 2009–10  | 36     | 5      | 3          | 2          | 0            | 0            | 0      | 0      | 39   | 7    |
| ウィガン         | 2010–11  | 34     | 9      | 0          | 0          | 4            | 1            | 0      | 0      | 38   | 10   |
| ウィガン         | 通算     | 83     | 15     | 3          | 2          | 4            | 1            | 0      | 0      | 90   | 18   |
| アストン・ヴィラ | 2011–12  | 30     | 2      | 0          | 0          | 2            | 0            | 0      | 0      | 32   | 2    |
| アストン・ヴィラ | 2012–13  | 21     | 3      | 2          | 0          | 5            | 1            | 0      | 0      | 26   | 4    |
| アストン・ヴィラ | 通算     | 51     | 5      | 2          | 0          | 7            | 1            | 0      | 0      | 58   | 6    |
| 総通算           | 総通算   | 252    | 29     | 15         | 2          | 17           | 2            | 21     | 0      | 305  | 33   |

## タイトル
ニューカッスル
- UEFAインタートトカップ : 2006